# Wichlinghauser Kirche

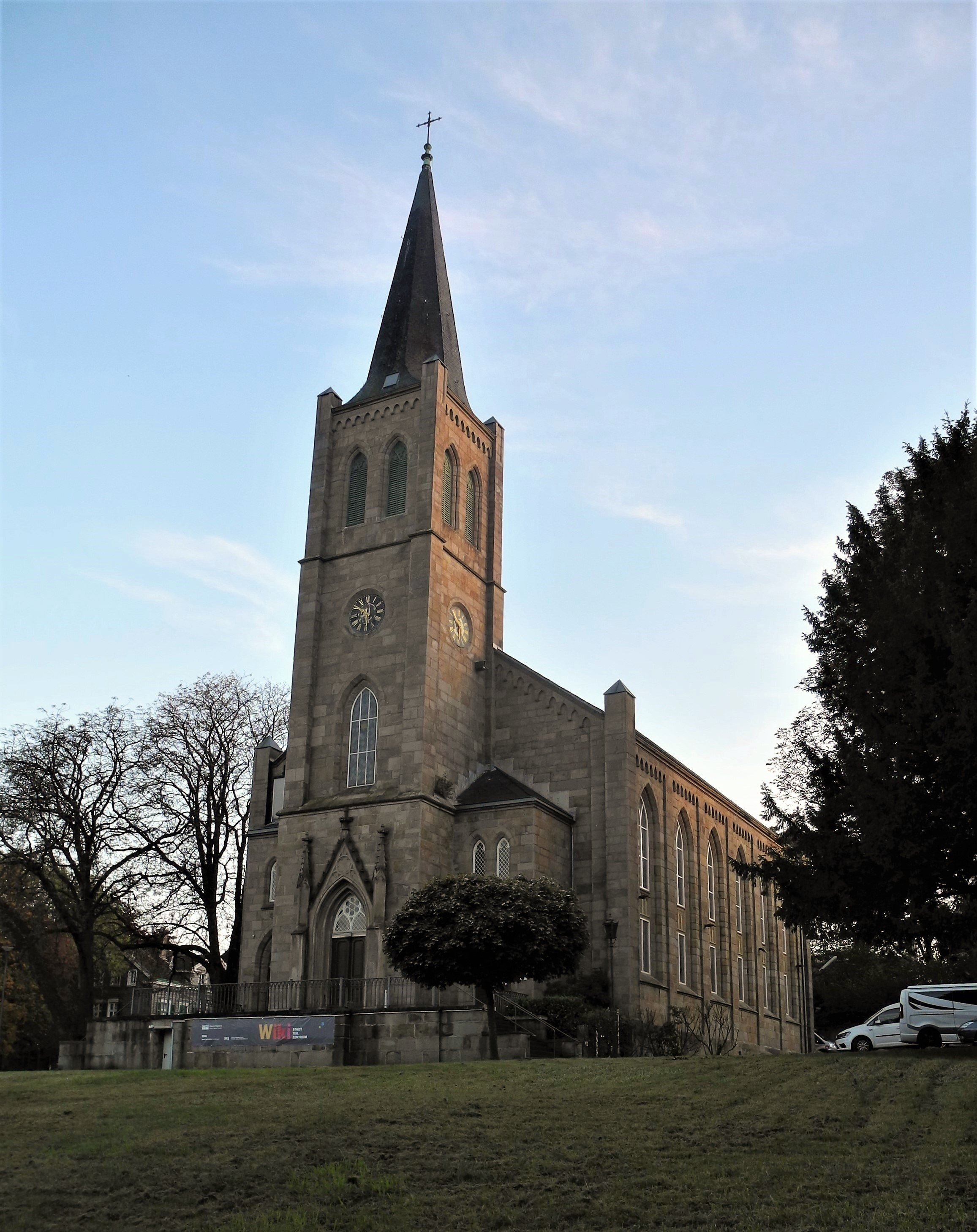
Ansicht von Nordwesten (2020)

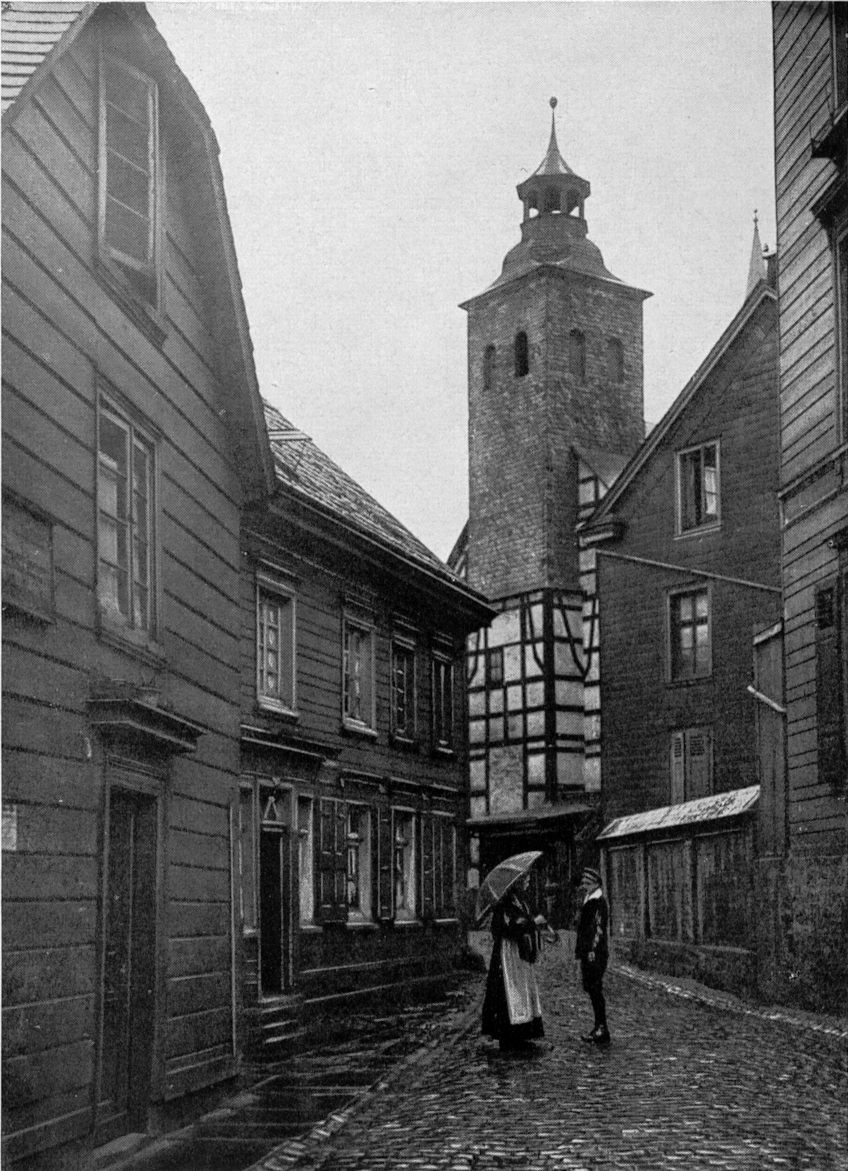
Alte Wichlinghauser Kirche

Die Wichlinghauser Kirche im Wuppertaler Stadtbezirk Oberbarmen ist ein traditionsreiches Kirchengebäude im Ortsteil Wichlinghausen. Bis zu ihrer Entwidmung 2014 war sie eine Kirche der Evangelischen Kirchengemeinde Wichlinghausen-Nächstebreck im Kirchenkreis Wuppertal, seit 2015 wird sie als Stadtteilzentrum genutzt.

## Geschichte
Nach der 1744 erfolgten Trennung von der Muttergemeinde in Schwelm hatte die lutherische Gemeinde in Wichlinghausen in den Jahren 1743 bis 1753 eine erste Pfarrkirche direkt am Markt errichtet. Im 19. Jahrhundert wurde diese Kirche mit ihren 782 Sitzplätzen angesichts der schnell wachsenden Gemeinde zu klein. So beschloss die Gemeinde einen Kirchenneubau und beauftragte den Barmer Architekten Christian Heyden mit der Planung. Die neue Kirche wurde unter der Bauleitung Gerhard August Fischers in den Jahren 1864–67 erbaut. Die alte Kirche wurde 1869 zu einem Gemeindehaus umgebaut und stand bis zu ihrer Zerstörung durch einen Brand im Jahr 1927.
Der letzte Gottesdienst in der Kirche fand am Ostersonntag 2014 im Beisein unter anderem des Gemeindemitglieds Manfred Rekowski, Präses der Evangelischen Kirche im Rheinland, statt. Gottesdienste feiert die Gemeinde nun in der Erlöserkirche und der Hottensteiner Kirche.
Die Kirche wurde nach der Entwidmung mit Mitteln des Programms Soziale Stadt zu einem Begegnungszentrum umgebaut, das seit 2015 unter dem Namen Wiki Stadtteilzentrum von der Diakonie Wuppertal betrieben wird.

## Bau
Das auf einem Hügel hinter dem alten Friedhof der Gemeinde oberhalb des Wichlinghauser Markts liegende Gebäude ist eine einschiffige neugotische Kirche, deren Altarraum nach Süden zeigt und die in Proportionen und Ausführung des Baus der rund fünfzehn Jahre älteren Elberfelder Kreuzkirche ähnelt. Im der Nordfassade vorgesetzten quadratischen Turm befindet sich das Mittelportal, das über zwei seitliche Treppenhäuser auf die Empore und in die Sakristei führt. Durch die Treppenhausanbauten führen zwei weitere Portale ins Kirchenschiff. Der Außenbau ist vollständig mit hellem Ruhrsandstein-Quadern vermauert. Mit einem Spitzbogenfries, der unter den Dächern Turm und Langhaus vollständig umgibt, je vier kleinen Fialtürmchen an den Ecken des Langhauses und des Turmbaus (die ursprünglich wie der Kirchturm mit einem Spitzhelm versehen waren) und in ähnlichen Proportionen ausgeführten Spitzbogenfenstern und -portalen ist der Bau sehr einheitlich gestaltet. Das sechsachsige Langhaus wird beiderseits von hohen, auf Emporenhöhe unterbrochenen Spitzbogenfenstern erhellt. Der im Süden angesetzte Chor erhebt sich auf dem Grundriss eines halben Achtecks.
Eine dreiseitig umlaufende Empore auf schmalen, gusseisernen Stützen verschaffte dem Innenraum eine Platzkapazität von 1.225 Plätzen. Der Chor ist bis auf Emporenhöhe vom Gemeindebereich hinter dem Altar mit einer hölzernen Kanzelwand abgetrennt, die ursprünglich über der Nordempore angebrachte Orgel wurde bei einem Umbau des Innenraums in den vorgezogenen Kanzelbereich integriert.